# Pau Bertran i Bros

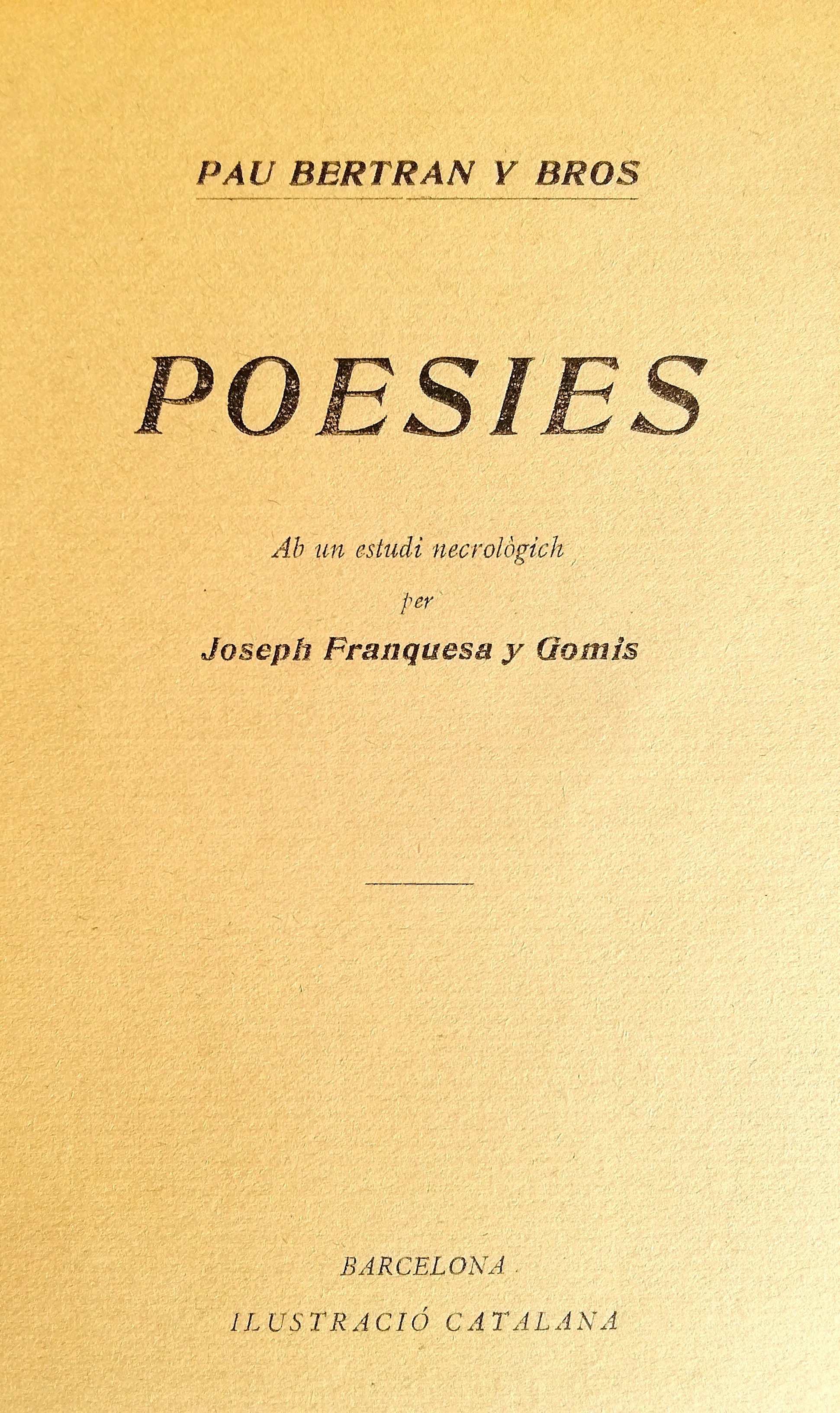
Poesies de Pau Bertran i Bros, publicades per la revista Ilustració Catalana a Barcelona l'any 1917

Pau Bertran i Bros   (Collbató, 2 de juliol de 1853 - Esparreguera, 7 de febrer de 1891) fou un folklorista i poeta català.

## Biografia
Fill d'una pagesia benestant Bertran i Bros va néixer a Collbató el 2 de juliol de 1853. Va estudiar Filosofia i Lletres a la Universitat de Barcelona i és allí on té com a professors als principals impulsors de la Renaixença (Rubió i Ors, Milà i Fontanals…) i on s'integrarà als cercle d'amistat de futurs grans intel·lectuals vinculats també al moviments de la Renaixença com Menéndez Pelayo, Costa i Llobera o Carreras i Candi. En el temps d'estudi a Barcelona va començar a publicar poesia a La Renaixensa. Entre 1879 i 1882 exercí, al Col·legi Valldemia de Mataró, de professor d'història.
L'any 1881 es casa amb Josepa Pedrosa i Espalter, pubilla de Can Castells del Mas, masia entre Esparreguera i Olesa de Montserrat on es trasllada per tal d'exercir-ne d'administrador. És en aquest paratge al peu de Montserrat on es dedicarà intensament a l'estudi de la cultura popular de la seva terra, "el Montserrat", i on hi escriurà milers de costums i creences de la gent de la comarca a les seves llibretes de Popularitats.
Paral·lelament va guanyar importants premis de poesia, entre els quals un accèssit a la Viola d'or i d'argent dels Jocs Florals de Barcelona el 1884 i la Flor Natural als Jocs Florals de 1885 amb Lletra de convit. A més també va publicar diverses traduccions al català de poesia búlgara i romanesa, va fer estudi rigorós de la rondallística europea i va traduir en vers, també al català, el poema Hero i Leandre (1888), de l'escriptor i gramàtic grec Museu.
Bertran i Bros és considerat un cas excepcional en el panorama del folklore català puix, estant lligat a la terra, va arribar a ser un gran erudit que va impressionar els mateixos intel·lectuals de la Renaixença. Va aglutinar una vasta biblioteca i va intercanviar correspondència amb tot Europa, esdevenint posseeïdor d'un gran coneixement. A més va viure arrelat a les fonts d'informació sobre cultura popular, fet que atorga un valor altíssim als seus treballs. En els seus estudis hi va aplicar amb rigor un mètode científic, escassament utilitzat entre els seus contemporanis, que va utilitzar per recollir les expressions genuïnes de la gent del poble.
Més enllà dels folkloristes, podem considerar a Bertran i Bros un precedent dels moderns etnòlegs. La seva obra recopilatòria, centrada en el Montserrat, és una de les més completes de Catalunya.
La seva mort prematura el 7 de febrer de 1891, als 37 anys, va fer que la major part de la seva obra restés inèdita a l'espera de successives edicions pòstumes.

## Reconeixements
Entre juliol del 2003 i juny del 2004 l'Associació Cultural del Montserrat (ACM), amb la col·laboració d'altres entitat i associacions de la comarca, va organitzar l'Any Bertran amb motiu del 150 aniversari del naixement de Pau Bertran organitzant un seguit d'actes. Es van realitzar exposicions, jornades d'estudi, guies didàctiques per a les escoles, espectacles teatrals i es va editar part de la seva obra que fins ara havia quedat inèdita per tal de recordar la figura.
Dins de l'Any Bertran el 6 de juliol de l'any 2003 l'ajuntament de Collbató va descobrir una placa commemorativa a la seva casa natal, situada al carrer de Pau Bertran.
El mateix any 2003 l'ACM va ser guardonada per part del Centre d'Estudis Comarcals del Baix Llobregat amb el Premi de Reconeixement Cultural "Pau Bertran de Cultura Popular i Tradicional".

## Obra

### Poesia
- 1887: La poesia popular búlgara: Notícia crítica amb mostres en llengua catalana.[5]
- 1917: Poesies, edició pòstuma.[6]

### Cançonística
- 1885: Cansons y follíes populars, inèditas recollides al peu del Montserrat («exemplar digitalitzat».).[7]

### Folklore i religiositat popular
- 1892-1894: Popularitats: notes preses de cara a la llar, publicació pòstuma a La Ilustració Catalana.[8]
- 1916-1918: Oracionaire popular, publicació pòstuma dins el butlletí del Centre Excursionista de Catalunya.

### Rondallística
- 1888: Rondallística: estudi de literatura popular ab mostres catalanes inédites.[9][nota 1]
- 1909: Lo rondallari català, edició pòstuma (reeditada l'any 1989).[7]

## Obra relacionada
- 2003: Cultura popular del Montserrat,[10] obra de Jordi Serra i Massansalvador a partir de textos recollits per Pau Bertran i Bros.
- 2004: Rondalles del Montserrat, selecció i adaptació al públic infantil, a càrrec de Jordi Serra i Massansalvador, d'algunes rondalles recollides per Pau Bertran.
- Els follets de Pau Bertran i Bros, dins Lo Rondallari Català. Adaptació del text: Àngel Vergés i Gifra.[11]